# Porcelænsfabriken Danmark
Porcelænsfabriken "Danmark", også kendt som Lyngby Porcelæn, var en dansk porcelænsfabrik.

## Porcelænsfabriken
Det aarhusianske grossistfirma Holst & Knudsen havde siden 1904 forsynet landets isenkræmmere med glas og porcelæn fra nogle af de store fabrikker i Centraleuropa, men efterhånden importerede firmaet porcelænsvarerne udekorerede og lod dem male hertillands, bl.a. hos Kjøbenhavns Porcellains Maleri, som blev overtaget 1924.
Men i 1930'erne kom der voldsomme valutarestriktioner, som næsten lukkede for importen af det billige tyske porcelæn. Disse begivenheder medførte, at Holst & Knudsen etablerede Porcelænsfabrikken Danmark 1936 i et tidligere sukkerraffinaderi i Kongens Lyngby og i løbet af en kort årrække fik etableret en produktion i stor skala til den brede del af det danske hjemmemarked, men af solid håndværksmæssig og teknisk kvalitet. Produktionen blev løbende moderniseret, ikke mindst takket være den dygtige driftsleder, civilingeniør dr.techn. Søren Berg.
Stellet Dan-ild blev introduceret i midten af 1950'erne med stor succes. Mindre forretningsmæssig succes, men markant international anerkendelse opnåede man gennem det designmæssigt avancerede porcelæn, som kom til verden, da keramikeren og maleren Axel Brüel blev tilknyttet virksomheden. Fra 1950'erne indgik fabrikken et samarbejde med Esben Klint, som designede en bordlampe af porcelæn og kronet af Le Klint-skærmen.
Fabrikken i Lyngby kom helt i forgrunden gennem flere årtier hvad angår porcelænsindustriens tekniske udvikling, men samtidig fastholdt man frem til 1960'erne de håndværksmæssige aspekter i produktionsleddene, således som det var dansk tradition. Det gjorde dog fabrikken sårbar, da den keramiske industri for alvor blev automatiseret og effektiviseret i udlandet, og valutarestriktionerne fra omkring 1960 helt bortfaldt. Fabrikken lukkede i 1969, og dens bygninger blev revet ned.
I nyere tid huskes Lyngby Porcelæn i høj grad for sin riflede vase, også kaldet Lyngbyvasen, som i dag anses for et klassisk designikon. Lyngbyvasen blev designet i 1930'erne ud fra tidens Bauhaus-ideologi om at kombinere funktion og form i ét design. I 1944 lancerede fabrikken en bonbonniere, hvis underdel også var riflet.

## Thermodan
Den første succesfulde implementering af isolerende porcelæn blev udviklet på fabrikken af Axel Brüel i samarbejder med overdrejer Roland Mortensen i 1957, der efter et års dedikeret eksperiment opnåede en tilfredsstillende resultat. I 1958 blev serien thermodan sat i produktion, serien blev hurtigt kendt ved dens slanke og oprejste gennemgående design. Dette design kom sig særligt af kopperne til te og kaffe, som modsat almindelig stel ingen hank havde. På grund af den isolerende egenskab i selve koppen, kan man blot holde på ydersiden. Derfor var hankene overflødige, og da de er en af de konditionsmæssige svagheder i kopper, da de er monteret på selve koppen og derfor kan brække af, designede Brüel kopperne uden disse hanke, men med en riflet overflade for et bedre greb i stedet. De blev også produceret i ren glat overflade.
Serien skabte så stor opmærksomhed at den modtog sølv på den anerkendte design messe Triennale di Milano i Milano, Italien, og den blev udstillet på Louvre i Paris i 1958 i udstillingen Formes Scandinaves, samt på The Metropolitan Museum of Art i New York, hvor den hos sidstnævnte er en del af den permanente samling.

## Genoplivelsen af varemærket
En privatperson registrerede i 2011 "Lyngby Porcelæn", "Porcelænsfabrikken Danmark" og "Dan-Ild" som varemærker. Navnene havde ikke tidligere været registreret som varemærker.
I efteråret 2012 blev Lyngbyvasen relanceret af firmaet Hilfling Design, og i februar 2013 begyndte firmaet Karakter ligeledes at producere vasen. Efter en juridisk strid om, hvem der havde rettighederne, blev det afklaret ved et forlig, der gav begge ret til at producere vaserne, da det oprindelige ejerskab til designet ikke kunne fastslås.
I 2016 blev Lyngby Porcelæn et varemærke i Rosendahl Design Group.